# Famille Deriaz
Pour les articles homonymes, voir Deriaz.
La famille Deriaz est une famille suisse de photographes originaire de Baulmes, dans le canton de Vaud, active depuis le milieu du XIXe siècle.

## Première génération
Alphonse Deriaz, né le 16 mai 1827 et mort le 3 octobre 1889, se forme à la photographie en Australie, en Nouvelle-Zélande, puis en France, après avoir voyagé et travaillé aux États-Unis et en Grande-Bretagne. Travaillant dans l'entourage d'Abel Niépce de Saint-Victor, il obtient dans les années 1860 des commandes de la Commission française des monuments historiques, puis rentre en Suisse en 1870 à cause de la guerre. Il installe alors un atelier à Morges, à la rue Centrale,.

## Deuxième génération
Armand Deriaz, né le 18 août 1873 et mort le 19 mai 1932, est le fils d'Alphonse Deriaz. Il interrompt ses études à la mort de son père et reprend son atelier de photographie, qu'il déménage à Baulmes. Il photographie la vie quotidienne des habitants de la région, des portraits, des scènes populaires et fonde aussi des éditions de cartes postales et de vues panoramiques pour lesquelles il est le premier à utiliser la phototypie.

## Troisième génération
Alphonse Deriaz II, né le 16 février 1915 et mort le 5 avril 1995, est le fils d'Armand Deriaz. Alphonse Deriaz reprend, en 1932, à la mort de son père, l'atelier de cartes postales de Baulmes. Il se forme à Vienne et à Berlin. Il continue le travail de documentation sociale de son père et de son grand-père, photographiant la vie des habitants de sa région, mais parcourt également, avec son appareil photo, les villes et des villages du canton de Vaud et de Suisse romande ainsi qu'une grande partie de l'Europe. Il est un des premiers à réaliser des photographies aériennes de montagnes,.

## Quatrième génération
Anne Deriaz, née le 5 octobre 1939, est la fille d'Alphonse Deriaz II. Elle se forme en psychologie et en lettres à l'Université de Genève. Même si elle est principalement écrivaine, elle a également une activité de photographe,.
Armand Deriaz II, né le 1er août 1942 et mort le 18 octobre 2022, est le premier fils d'Alphonse Deriaz II. Après avoir suivi les cours de photographie au Centre d'enseignement professionnel de Vevey, il s'oriente vers le reportage engagé, notamment en URSS, au Sénégal, en Irlande et en Palestine et publie des livres de voyages et de reportages. Par la suite, il renoue avec la tradition familiale d'édition de cartes postales en créant News Production, à Baulmes.
André Alphonse Deriaz, né le 25 avril 1948 et mort le 5 mars 2000 en République dominicaine, est le second fils d'Alphonse Deriaz II. Refusé au concours d'entrée de l'école de photographie de Vevey en raison d'un daltonisme, il se tourne malgré tout vers la photographie de mode et la publicité, avant de revenir à Baulmes en 1984 pour diriger, avec son père et son frère, l'entreprise familiale. Il fonde en 1996, avec son cousin Pierre Emile Ravussin, la Fondation Deriaz, qui a pour but de préserver, mettre en valeur et développer le patrimoine photographique constitué depuis plus de 150 ans par la famille Deriaz,,.

## Cinquième génération
Lionel Deriaz, fils d'Armand II, né le 27 mai 1969, et Sarah Deriaz, fille d'André, née le 31 octobre 1975, sont également photographes. Sarah Deriaz est lauréate du premier Grand prix de la Photographie de Lausanne, en 1994.